# Wedge Tomb von Loughash (Giant’s Grave)

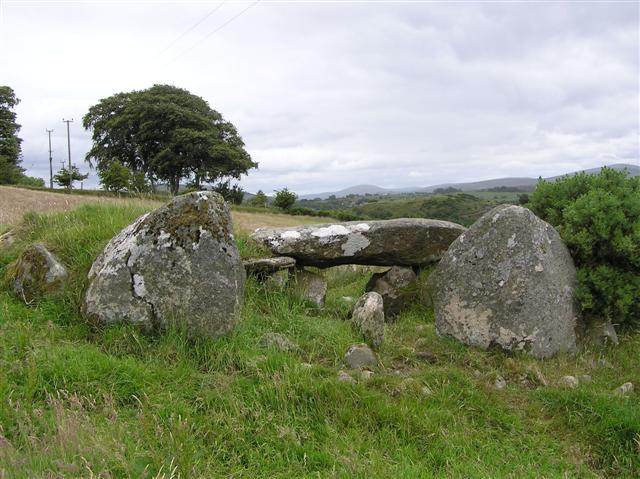
Loughash – Vorderseite

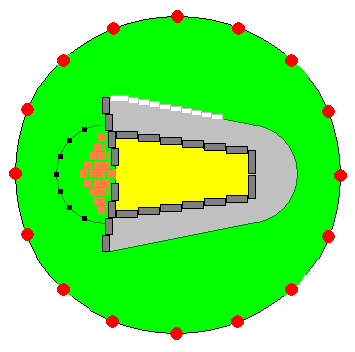
Prinzipskizze Wedge Tomb

Das Wedge Tomb von Loughash ist eine Megalithanlage in Nordirland, die unter dem Namen Giant’s Grave bekannt ist. Es liegt im gleichnamigen Townland in der Nähe des Sees gleichen Namens. Es befindet sich zwischen Dunnamanagh und Plumbridge im County Tyrone, nahe der Grenze zum County Londonderry. Wedge Tombs (deutsch „Keilgräber“), früher auch „wedge-shaped gallery grave“ genannt, sind doppelwandige, ganglose, mehrheitlich ungegliederte Megalithanlagen der späten Jungsteinzeit und der frühen Bronzezeit.

## Beschreibung
Das Wedge Tomb hat einen etwa 10 m langen, trapezoiden Cairn, der an der Vorderseite 7,5 und an der Rückseite 4,0 m breit ist. Die Fassade besteht aus zwei etwa 1,4 m hohen Steinen, die mit dem dritten, zwischen ihnen liegenden, weniger als 50 cm hohen Stein eine Art Doppelportal bilden. Es gibt einen einzigen erhaltenen Sturz bzw. Deckstein, der im vorderen Bereich der Kammer liegt, die gegenüber der Fassade etwa 1,7 m zurückgesetzt ist. Die ehemalige Kammer, die als Eintiefung offen liegt, ist etwa 6,6 m lang und 1,7 m breit. Viele Steine der Kammerwandung und des äußeren Mauerwerks befinden sich in situ. Das Ende des Cairns ist wie bei Wedge Tombs üblich abgerundet.
Während der Ausgrabung wurde in der Nähe der Fassade ein abgebrochenes Absatzbeil und auf der Rückseite der Teil einer bronzenen Klinge entdeckt. Ein kleiner Kupferring und die Scherben von vier Bechern und fünf weitere Töpfe wurden zusammen mit Feuersteinabschlägen gefunden. Holzkohle und verbrannten Knochen, die vielleicht von drei Personen stammen, wurden an der Rückseite der Kammer entdeckt.
Die Mehrzahl der ausgegrabenen Keilgräber gehört ins Spätneolithikum. Da viele steinzeitliche Anlagen während der Bronzezeit wiederverwendet wurden, ist es nicht ungewöhnlich, dass Metallartefakte bei der Ausgrabung gefunden werden.
Im gleichen Townland liegt ein weiteres Wedge Tomb (Cashelbane) und 7,4 km entfernt bei Tireighter liegt im County Londonderry ebenfalls ein Wedge Tomb.